# Ageratum
Ageratum ist eine Pflanzengattung in der Familie der Korbblütler (Asteraceae). Diese Gattung ist mit etwa 40 Arten neotropisch verbreitet. Bekannteste Art ist der Gewöhnliche Leberbalsam (Ageratum houstonianum), der mit einigen Sorten als Zierpflanze in Parks, Gärten und Balkonkästen verwendet wird.

## Beschreibung

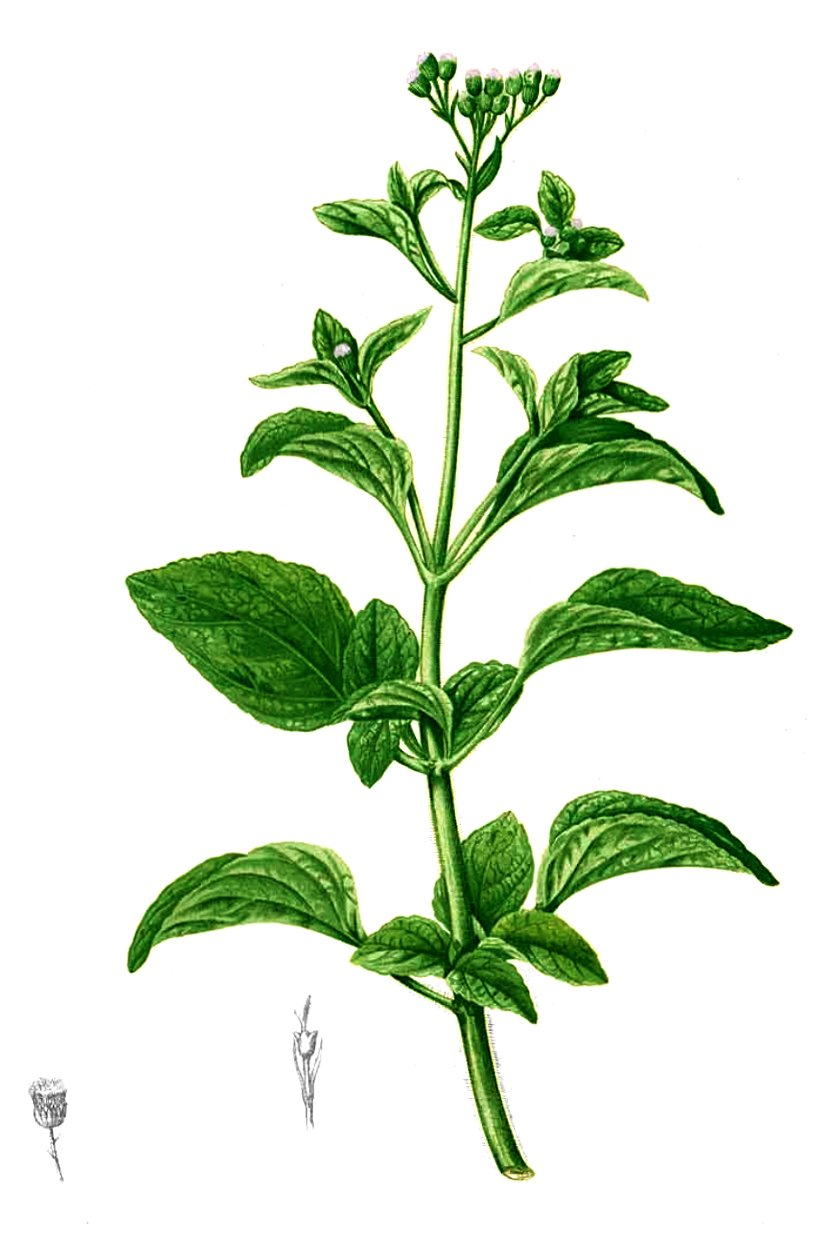
Illustration von Ageratum conyzoides

### Erscheinungsbild und Laubblätter
Die Ageratum-Arten wachsen als einjährige bis ausdauernde krautige Pflanzen oder Halbsträucher und erreichen meist Wuchshöhen von 20 bis 120 Zentimeter. Die aufrechten bis oft liegenden, spärlich bis dicht verzweigten Stängel bilden manchmal an den untersten Knoten (Nodien) Wurzeln.
Die meist gegenständig, manchmal (die obersten) wechselständig am Stängel angeordneten Laubblätter sind meist gestielt. Die einfache Blattspreite ist elliptisch, eiförmig oder lanzettlich bis deltaförmig. Der Blattrand ist glatt bis gezähnt. Auf den Blattflächen ist nur eine Blattader erkennbar und sie sind kahl bis mehr oder weniger weich, flaumig oder steif-borstig behaart sowie manchmal drüsig punktiert.

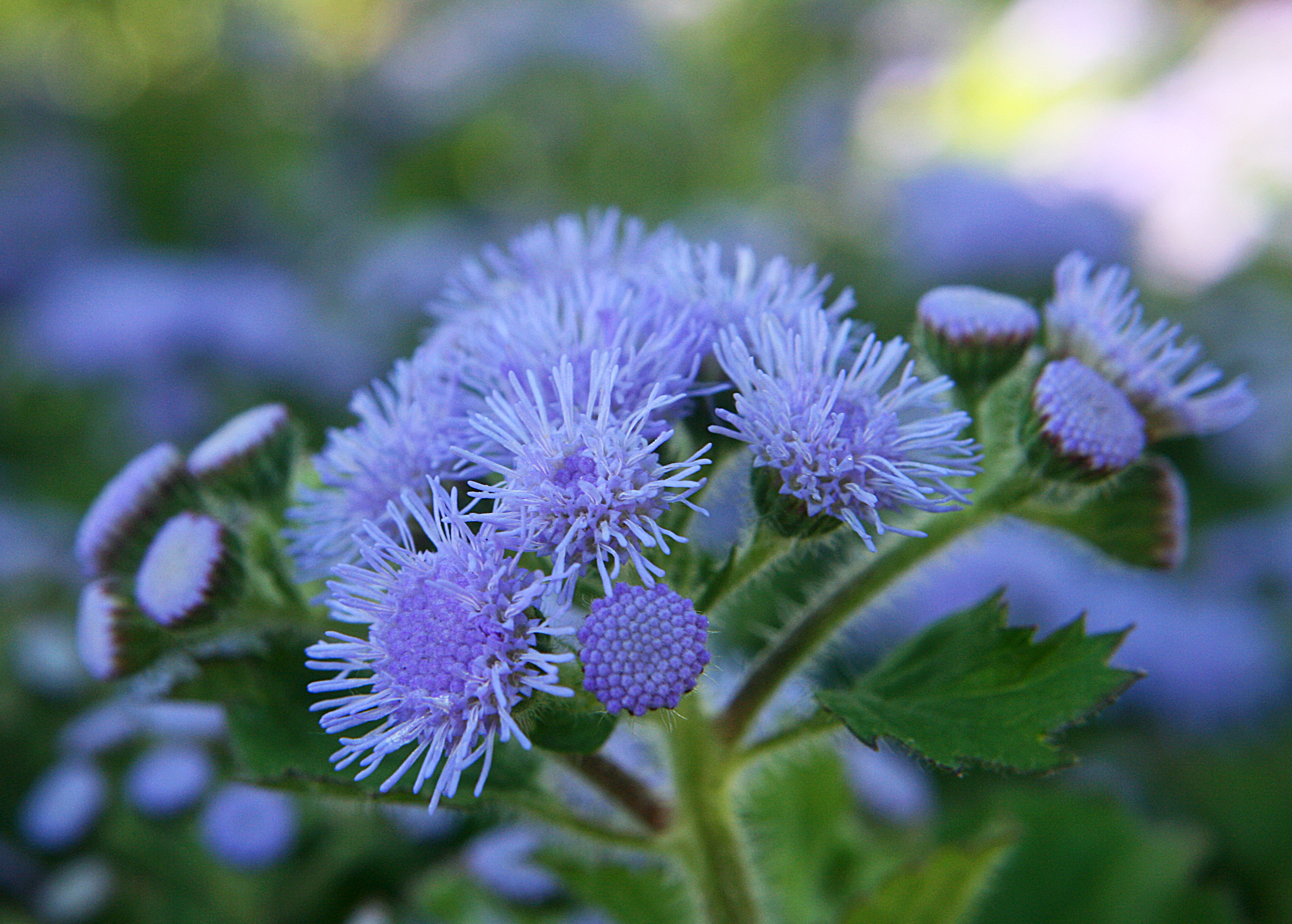
Ausschnitt eines Blütenstandes des Gewöhnlichen Leberbalsam (Ageratum houstonianum) mit einigen Blütenkörbchen

### Blütenstände, Blüten und Früchte
In dichten bis offenen, mehr oder weniger zymösen, schirmtraubigen oder fast doldigen Gesamtblütenständen stehen die körbchenförmigen Teilblütenstände. Die Blütenkörbchen sind scheibenförmig. In einem bei einer Höhe von 3 bis 6 Millimeter meist glockenförmigen Involucrum stehen in zwei oder drei Reihen die 30 bis 40 mehr oder weniger gleichgeformten, haltbaren, mehr oder weniger krautigen, lanzettlichen Hüllblätter (Involucralblätter), die sich mehr oder weniger überdecken und deutlich verhärtet sind sowie oft einen trockenhäutig Rand besitzen. Die Hüllblätter sind kürzer als die Blüten. Der konische Blütenstandsboden (Rezeptaculum) kann manchmal Spreublätter besitzen. Es sind keine Zungenblüten (Strahlenblüten) vorhanden.
Die 20 bis 125 Röhrenblüten (= Scheibenblüten) sind zwittrig. Die meist weißen oder blauen bis lavendelfarbigen Kronblätter sind in eine röhren- bis trichterförmige Kronröhre verwachsen, die sich oben mehr oder weniger breit glockenförmig weitet und mit fünf Kronzähnen endet. Die Kronblätter sind außen papillös und borstig behaart und innen papilliös. Die Kronzähne sind etwa so lang wie breit. Die Staubbeutel sind an ihrer Basis stumpf und besitzen am oberen Ende Anhängsel. Die, die Kronröhre überragenden, zwei Griffeläste sind lineal bis keulenförmig und meist stark sowie dicht papillös.
Die prismatischen und an ihrer Basis manchmal verschmälerten Achänen sind vier- bis fünfrippig mit kahler oder manchmal spärlich steif-borstig behaarter Oberfläche. Der Pappus besteht aus fünf oder sechs freien oder an ihrer Basis kronenförmig verwachsenen Schuppen; manchmal fehlt ein Pappus.

### Chromosomenzahl
Die Chromosomengrundzahl beträgt x = 10.

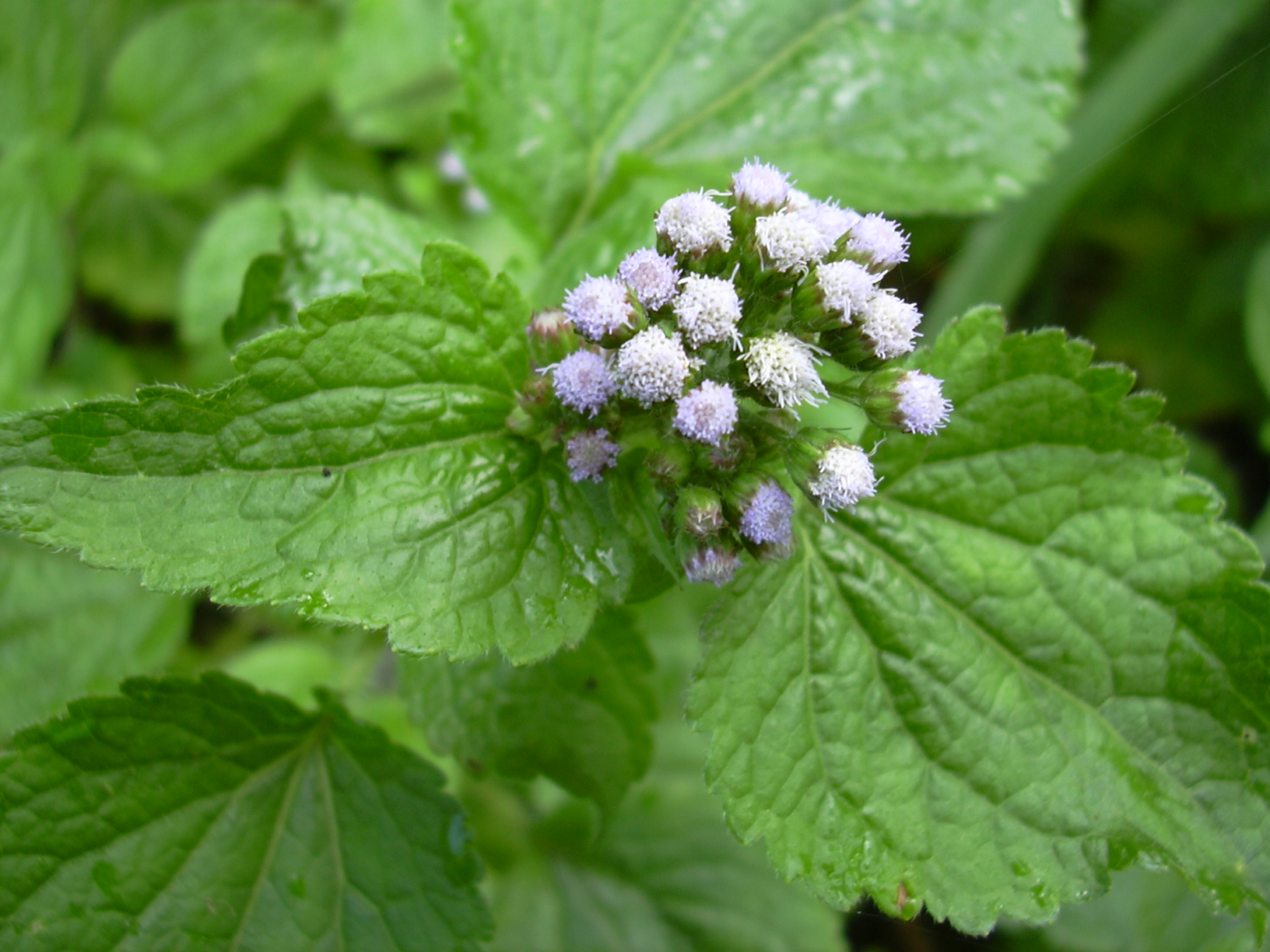
Gegenständige, einfache Laubblätter und Blütenstand von Ageratum conyzoides

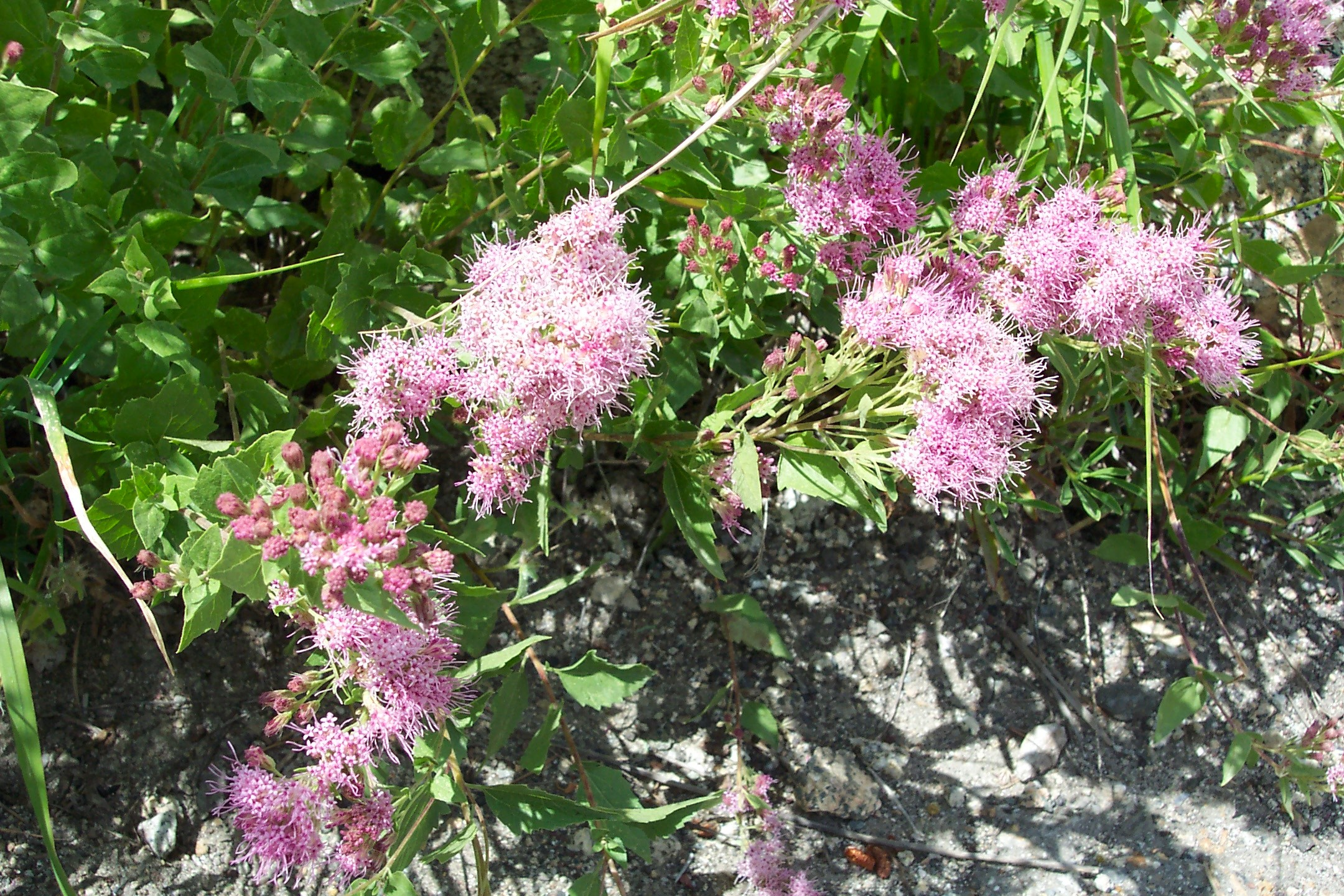
Habitus und Blütenstände von Ageratum corymbosum

## Systematik und Verbreitung

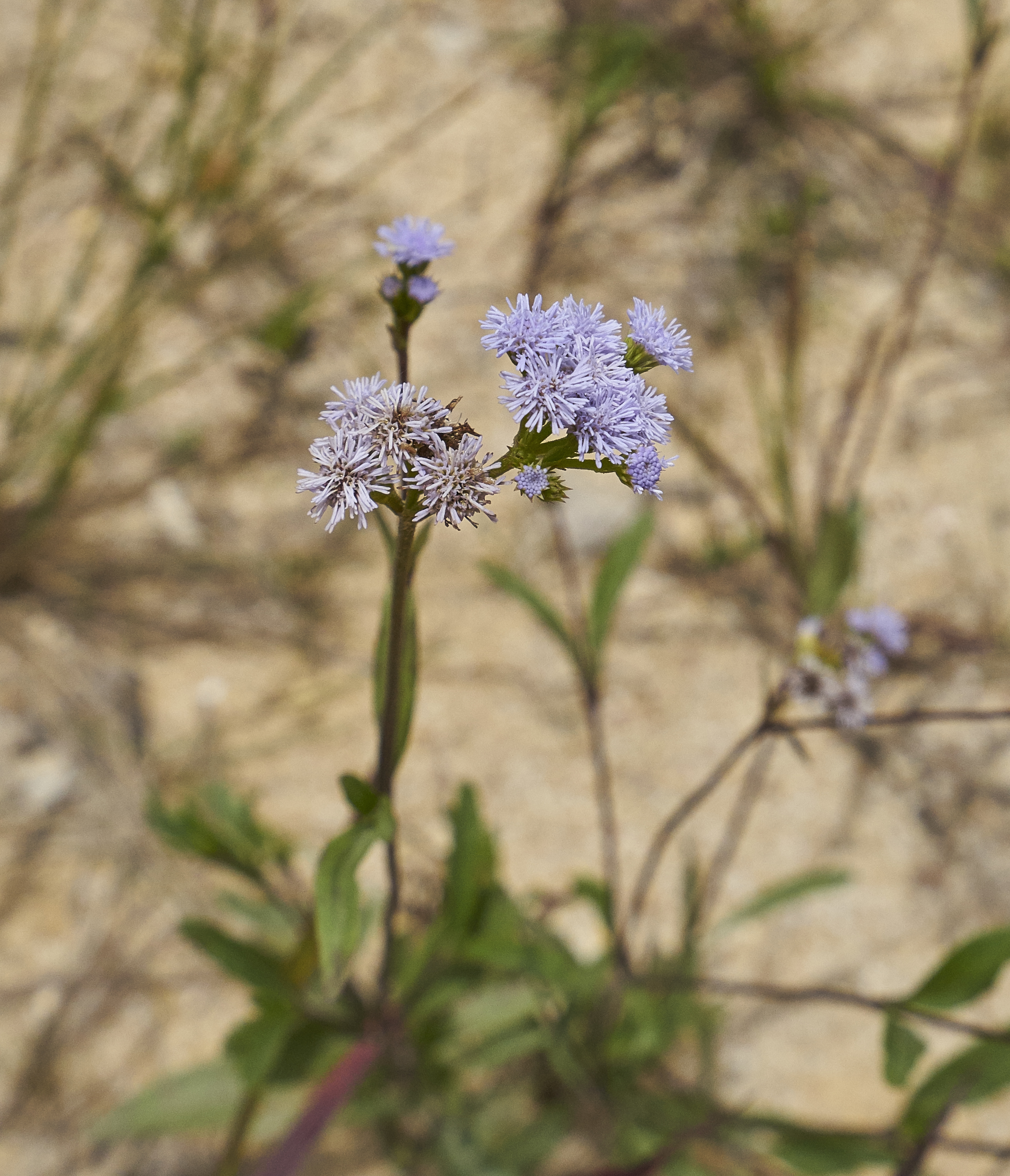
Ageratum peckii

Die Gattung Ageratum wurde 1753 durch Carl von Linné in Species Plantarum, Tomus 2, Seite 839–840 aufgestellt. Als Lectotypusart wurde 1925 Ageratum conyzoides (L.) L. durch Britton und P. Wilson in Scient. Surv. Porto Rico, 6, Seite 286 festgelegt. Ein Synonym für Ageratum L. ist Blakeanthus R.M.King & H.Rob.
Die Gattung Ageratum gehört zur Subtribus Ageratinae aus der Tribus Eupatorieae in der Unterfamilie Asteroideae innerhalb der Familie Asteraceae.
Die Gattung Ageratum besitzt eine neotropische Verbreitung. Arten kommen von den USA über Mexiko bis Zentralamerika und Südamerika vor. Zwei Arten werden kultiviert und sind in vielen Gebieten der Welt Neophyten.
In der Gattung Ageratum gibt es etwa 40 Arten:
- Ageratum albidum (DC.) Hemsl.: Sie kommt nur im mexikanischen Bundesstaat Oaxaca vor.[4]
- Ageratum ballotifolium (Maguire, Steyerm. & Wurdack) R.M.King & H.Rob.: Sie kommt nur im venezolanischen Bolívar vor.[4]
- Ageratum candidum G.M.Barroso: Sie kommt in den brasilianischen Bundesstaaten Bahia sowie Minas Gerais vor.[4]
- Ageratum chiriquense (B.L.Rob.) R.M.King & H.Rob.: Sie kommt nur in Panama vor.[4]
- Ageratum chortianum Standl. & Steyerm.: Sie kommt in Guatemala und Honduras vor.[4]
- Ageratum conyzoides (L.) L. (Syn.: Ageratum album Steud., Ageratum arsenei B.L.Rob., Ageratum brachystephanum Regel, Ageratum ciliare L., Ageratum coeruleum Desf., Ageratum conyzoides var. inaequipaleaceum Hieron., Ageratum conyzoides subsp. latifolium (Cav.) M.F.Johnson, Ageratum conyzoides var. obtusifolium (Lam.) DC., Ageratum cordifolium Roxb., Ageratum hirsutum Poir., Ageratum hirtum Lam., Ageratum humile Salisb., Ageratum humile Larrañaga, Ageratum latifolium Cav., Ageratum latifolium var. galapageium B.L.Rob., Ageratum muticum Griseb., Ageratum nanum Sch.Bip., Ageratum obtusifolium Lam., Ageratum odoratum E.Vilm., Ageratum sandwicense H.Lév., Ageratum suffruticosum Regel[4]): Sie ist in der Neotropis weitverbreitet. Sie wird manchmal kultiviert. Sie ist in vielen tropischen Gebieten der Welt eine invasive Pflanze.
- Ageratum cordatum (S.F.Blake) L.O.Williams: Sie kommt in Zentralamerika in Guatemala, El Salvador und Honduras.[4]
- Ageratum corymbosum Zuccagni (Syn.: Ageratum coelestinum Sims, Ageratum corymbosum var. euryphyllum B.L.Rob., Ageratum corymbosum var. humboldtii Voss, Ageratum corymbosum var. jaliscense B.L.Rob., Ageratum corymbosum var. lactiflorum B.L.Rob., Ageratum corymbosum var. longipetiolatum B.L.Rob., Ageratum corymbosum var. regelii Voss, Ageratum corymbosum var. subsetiferum B.L.Rob., Ageratum lucidum B.L.Rob., Ageratum salicifolium Hemsl., Ageratum salicifolium subsp. annectens S.F.Blake, Ageratum strictum Hemsl.): Sie gedeiht in Höhenlagen von (900 bis) meist 1200 bis 1900 Meter in Arizona sowie New Mexico und ist über Mexiko bis Zentralamerika verbreitet.[4]
- Ageratum echioides (Less.) Hemsl. (Syn.: Ageratum isocarphoides (DC.) Hemsl.): Sie kommt vom südlichen Mexiko bis Guatemala vor.[4]
- Ageratum ellipticum B.L.Rob.: Sie kommt nur in Belize vor.[4]
- Ageratum fastigiatum (Gardner) R.M.King & H.Rob.: Sie kommt vom östlichen Bolivien bis Brasilien vor.[4]
- Ageratum gaumeri B.L.Rob.: Sie kommt vom südöstlichen Mexiko bis Honduras.[4]
- Ageratum hondurense R.M.King & H.Rob.: Sie kommt nur in Honduras vor.[4]
- Gewöhnlicher Leberbalsam (Ageratum houstonianum Mill., Syn.: Ageratum mexicanum Sims[4])
- Ageratum iltisii R.M.King & H.Rob.: Sie wächst als ausdauernde krautige Pflanze bis Halbstrauch. Sie ist nur von zwei isolierten Fundorten in Ecuador bekannt: Einer an den Zamora-Loja Straße und der andere nicht genauer beschriebene liegt in der Provinz Pichincha. Durch Habitatzerstörung könnte diese Art gefährdet sein. In der Roten Liste der gefährdeten Arten der IUCN wird sie als „Vulnerable“ = „gefährdet“ bewertet.[7]
- Ageratum lundellii R.M.King & H.Rob.: Sie kommt vom südöstlichen Mexiko bis Guatemala vor.[4]
- Ageratum maritimum Kunth: Sie kommt hauptsächlich an den Küsten und in (trockenen Bereichen innerhalb von) Sumpfgebieten in Florida sowie im mexikanischen Bundesstaat Quintana Roo, in Belize und auf den karibischen Inseln Kuba sowie Hispaniola vor.
- Ageratum matricarioides (Spreng.) Less. (Syn.: Phania matricarioides Griseb.): Sie kommt nur in Kuba vor.[4]
- Ageratum microcarpum (Benth. ex Oerst.) Hemsl.: Sie kommt in Honduras, Nicaragua, Costa Rica und Panama vor.[5]
- Ageratum microcephalum (Benth.) Hemsl.: Sie kommt vom südlichen Mexiko bis Guatemala vor.[4]
- Ageratum micropappum Baker (Syn.: Acritopappus micropappus (Baker) R.M.King & H.Rob.): Brasilien.[4]
- Ageratum molinae R.M.King & H.Rob.: Sie kommt in Guatemala und Honduras vor.[4]
- Ageratum munaense R.M.King & H.Rob.: Sie kommt nur im südöstlichen Mexiko vor.[4]
- Ageratum myriadenium (Sch.Bip. ex Baker) R.M.King & H.Rob.: Sie kommt vom zentralen bis östlichen Brasilien vor.[4]
- Ageratum oerstedii B.L.Rob. (Syn.: Ageratum oliveri R.M.King & H.Rob.): Sie kommt in Costa Rica und Panama.[4]
- Ageratum paleaceum (Gay ex DC.) Hemsl.: Sie kommt im zentralen und südwestlichen Mexiko vor.[4]
- Ageratum peckii B.L.Rob.: Sie kommt in Belize und Guatemala vor.[4]
- Ageratum petiolatum (Hook. & Arn.) Hemsl.: Sie kommt in Nicaragua und Costa Rica vor.[4]
- Ageratum platylepis (B.L.Rob.) R.M.King & H.Rob.: Sie kommt im mexikanischen Bundesstaat Chiapas und Guatemala vor.[4]
- Ageratum rhypodes R.M.King & H.Rob.
- Ageratum riparium B.L.Rob.: Sie kommt in Costa Rica und Panama vor.[4]
- Ageratum salvanaturae B.Smalla & N.Kilian: Sie kommt nur in El Salvador vor.[4]
- Ageratum solisii B.L.Turner: Sie kommt nur im mexikanischen Bundesstaat Nayarit vor.[4]
- Ageratum standleyi B.L.Rob.: Sie kommt nur in Honduras vor.[4]
- Ageratum tehuacanum R.M.King & H.Rob.: Sie kommt in den mexikanischen Bundesstaaten Veracruz, Puebla sowie Oaxaca vor.[4]
- Ageratum tomentosum (Benth. ex Benth.) Hemsl.: Sie kommt vom südöstlichen Mexiko über Guatemala bis Costa Rica vor.[4]

Die Art Ageratum stachyofolium B.L.Rob. wurde 2008 in die monotypische Gattung Paneroa ausgegliedert: Paneroa stachyofolia (B.L.Rob.) E.E.Schill.: Sie kommt nur im mexikanischen Bundesstaat Oaxaca vor.